# Premià de Dalt
Premià de Dalt település Spanyolországban, Barcelona tartományban. Lakosainak száma 10 594 fő (2024).

## Földrajza
Premià de Dalt Premià de Mar, Vilassar de Mar, Vilassar de Dalt, Teià és Vallromanes községekkel határos.

## Népesség
A település lakosságának változását az alábbi diagram mutatja:
| Lakosok száma | 159  | 1085 | 1087 | 1501 | 5243 | 9703 | 9944 | 10 311 | 10 448 | 10 594 |
|               | 1717 | 1887 | 1936 | 1960 | 1986 | 2004 | 2009 | 2014   | 2019   | 2024   |